# Hiroki Sekine
Hiroki Sekine (関根 大輝, , Sekine Hiroki), né le 11 août 2002 à Shizuoka au Japon, est un footballeur japonais qui évolue au poste d'arrière droit au Stade de Reims.

## Biographie

### En club
Né à Shizuoka au Japon, Hiroki Sekine joue au lycée Shizuoka Gakuen avant de rejoindre l'Université de Takushoku, où il est repositionné arrière droit alors que jusqu'ici il jouait défenseur central, notamment grâce à sa grande taille. Mais sa vitesse lui permet de jouer également sur un côté.
Après avoir joué pendant plusieurs années avec le club de l'Université de Takushoku, Hiroki Sekine rejoint le Kashiwa Reysol en 2023.
Il joue son premier match de J. League, la première division japonaise, le 25 février 2024, lors de la première journée de la saison 2024 contre le Kyoto Sanga. Il est titularisé et les deux équipes se neutralisent (1-1 score final).
Le 12 janvier 2025, lors du mercato hivernal, Hiroki Sekine rejoint la France en signant en faveur du Stade de Reims. Il devient le troisième joueur japonais du club.
Sekine joue son premier match pour Reims le 25 janvier 2025, lors d'une rencontre de Ligue 1 face au Paris Saint-Germain. Il entre en jeu en fin de match à la place de Junya Ito et les deux équipes se neutralisent (1-1 score final).

### En sélection
Hiroki Sekine joue avec l'équipe du Japon des moins de 22 ans, avec laquelle il joue deux matchs en 2023.
En octobre 2024, Hiroki Sekine est convoqué pour la première fois avec l'équipe nationale du Japon. Il remplace Kōta Takai, qui était initialement dans la liste mais finalement forfait sur blessure.

## Statistiques

### En club
| Saison                | Club                  | Championnat           | Championnat | Championnat | Championnat | Coupe(s) nationale(s) | Coupe(s) nationale(s) | Coupe(s) nationale(s) | Total | Total | Total |
| Saison                | Club                  | Division              | M.          | B.          | P.d.        | M.                    | B.                    | P.d.                  | M.    | B.    | P.d.  |
| 2023                  | Kashiwa Reysol        | J1 League             | -           | -           | -           | 1                     | 0                     | 0                     | 1     | 0     | 0     |
| 2024                  | Kashiwa Reysol        | J1 League             | 31          | 0           | 0           | 1                     | 0                     | 0                     | 32    | 0     | 0     |
| Sous-total            | Sous-total            | Sous-total            | 31          | 0           | 0           | 2                     | 0                     | 0                     | 33    | 0     | 0     |
| 2024-2025             | Stade de Reims        | Ligue 1               | 15+2        | 0           | 0           | 4                     | 0                     | 1                     | 21    | 0     | 1     |
| Total sur la carrière | Total sur la carrière | Total sur la carrière | 48          | 0           | 0           | 6                     | 0                     | 1                     | 54    | 0     | 1     |

### En sélection
| Année                 | Sélection             | Phases finales        | Phases finales | Phases finales | Phases finales | Éliminatoires | Éliminatoires | Éliminatoires | Éliminatoires | Amicaux | Amicaux | Amicaux | Total | Total | Total |
| Année                 | Sélection             | Comp.                 | M.             | B.             | P.d.           | Comp.         | M.            | B.            | P.d.          | M.      | B.      | P.d.    | M.    | B.    | P.d.  |
| --------------------- | --------------------- | --------------------- | -------------- | -------------- | -------------- | ------------- | ------------- | ------------- | ------------- | ------- | ------- | ------- | ----- | ----- | ----- |
| 2025                  | Japon                 | -                     | -              | -              | -              | CdM 2026      | 0             | 0             | 0             | -       | -       | -       | 0     | 0     | 0     |
| Total sur la carrière | Total sur la carrière | Total sur la carrière | 0              | 0              | 0              | -             | 0             | 0             | 0             | 0       | 0       | 0       | 0     | 0     | 0     |

## Palmarès
Il est finaliste de la Coupe de France en 2025 avec le Stade de Reims.